# Кислая фосфатаза
Ки́слая фосфата́за (Шифр КФ 3.1.3.2, кислотная фосфомоноэстераза, фосфомоноэстераза) — это фосфатаза, тип фермента, используемый для освобождения присоединенных фосфорильных групп от других молекул во время пищеварения. Также его можно классифицировать как фосфомоноэстеразу. Кислотная фосфатаза хранится в лизосомах и функционирует, когда они сливаются с эндосомами. Фермент имеет кислотный рН-оптимум. Этот фермент присутствует у многих видов животных и растений.
Различные формы кислой фосфатазы обнаруживаются в разных органах, и их сывороточные уровни используются для оценки, например, успеха хирургического лечения рака предстательной железы.
Он также используется в качестве цитогенетического маркера для различения двух различных линий острого лимфобластного лейкоза (ОЛЛ): В-ОЛЛ (лейкоз В-лимфоцитов) является отрицательным по кислой фосфатазе, Т-ОЛЛ (лейкоз Т-лимфоцитов) является положительным по кислой фосфатазе.
Кислотная фосфатаза катализирует следующую реакцию при оптимальном кислотном рН (ниже 7):
Ортофосфорный моноэфир + H2O → спирт + H3PO4
Фосфатазы также используются почвенными микроорганизмами для доступа к органически связанным фосфатным питательным веществам. Анализ уровня активности этих ферментов может быть использован для определения биологической потребности почвы в фосфатах.
Некоторые корни растений, особенно кластерные, выделяют карбоксилаты, которые выполняют кислую фосфатазную активность, помогая мобилизовать фосфор в питательных почвах.
Некоторые бактерии, такие как Nocardia, могут деградировать этот фермент и использовать его в качестве источника углерода.

## Структура
Кислотная фосфатаза относится к семейству двуядерных металлогидраз. Это гетеровалентный фермент с Центром Fe3+- Zn2+ в качестве активного сайта. Фермент присутствует как у млекопитающих, так и у растений. У млекопитающих фермент составляет около 35kDa до 50kDa, где каталитически активны только те, которые представляют в своем металлическом центре окислительно-восстановительный вид Fe2/3+. Растительные формы составляют около 100kDa и имеют среди своих основных функций генерацию активных форм кислорода с металлическим центром Fe(III)Zn(II) или Fe(III)Mn(II).
У человека фермент кодируется на хромосоме 3 в локусе q21. МРНК кодирует каталитически активный зрелый белок из 354 аминокислот. Вторичная структура состоит из 44% α-спиралей (16 спиралей; 158 остатков), 12% β-цепей (10 цепей; 45 остатков), а остальные представляют собой петли и β-повороты.

## Механизм
Предполагается, что механизм реакции происходит, когда оксоанион бидентально связан с двумя ионами металлов, заменяя два связующих растворителя, которые находятся в форме несвязанного фермента. Эта несвязанная форма завершает свою координационную сферу гидроксильными ионами в обоих ионах металлов, образуя октаэдрические массивы. Таким образом, механизм состоит из гидролиза сложного эфира, который начинается с взаимодействия субстрата с Zn(II) с последующей нуклеофильной атакой на фосфор координированным гидроксидным ионом Fe(III)..

## Определение активности кислой фосфатазы

### Принцип
Кислая фосфатаза расщепляет субстрат п-нитрофенилфосфат с образованием нитрофенола, дающего в щелочной среде жёлтое окрашивание. Активность изофермента предстательной железы ингибируется тартратом.

### Нормальные величины
Общая активность
| Сыворотка (с п-нитрофенилфосфатом) | 67-167 нмоль/с*л |
| ---------------------------------- | ---------------- |
| мужчины                            | 2,5-11,7 МЕ      |
| женщины                            | 0,3-9,2 МЕ       |

Тартратлабильная фракция
| Сыворотка (с п-нитрофенилфосфатом) | 0-16,7 нмоль/с*л |
| ---------------------------------- | ---------------- |
| мужчины                            | 0,2-3,5 МЕ       |
| женщины                            | 0-0,8 МЕ         |

### Клинико-диагностическое значение
Определение активности кислой фосфатазы имеет важное диагностическое значение.
Так, этот показатель повышен при карциноме предстательной железы. При метастазировании опухоли повышенная активность фермента наблюдается в 80-90% случаев, а при отсутствии метастазов — в 25% случаев.
Определение активности кислой фосфатазы может служить для дифференциальной диагностики ряда других заболеваний, например, костной системы (повышены только щелочные фосфатазы). Возрастание активности фермента происходит при повышенном разрушении тромбоцитов и гемолитических болезнях, некоторых случаях миеломной болезни.

## Костная кислотная фосфатаза
Тартратоустойчивая кислотная фосфатаза может быть использована в качестве биохимического маркера функции остеокластов в процессе резорбции костной ткани.

## Гены кислых фосфатаз человека
- ACP1

- ACP2
- ACPP (ACP3), простатическая кислотная фосфатаза
- ACP5, тартратоустойчивая кислотная фосфатаза
- ACP6
- ACPT, Тестикулярная кислая фосфатаза
- Тканевая кислотная фосфатаза, или лизосомальная кислотная фосфатаза